# Pardosa
Pardosa este gen de păianjeni din familia Lycosidae, subordinul Araneomorphae, cu peste 500 de specii descrise, care pot fi întâlnite în toate zonele lumii.

## Specii

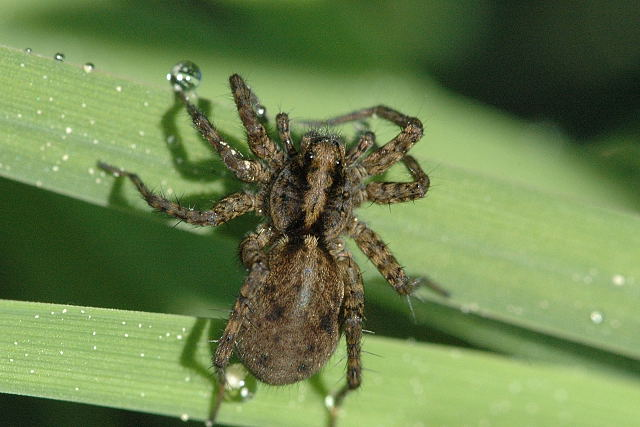
Pardosa agricola

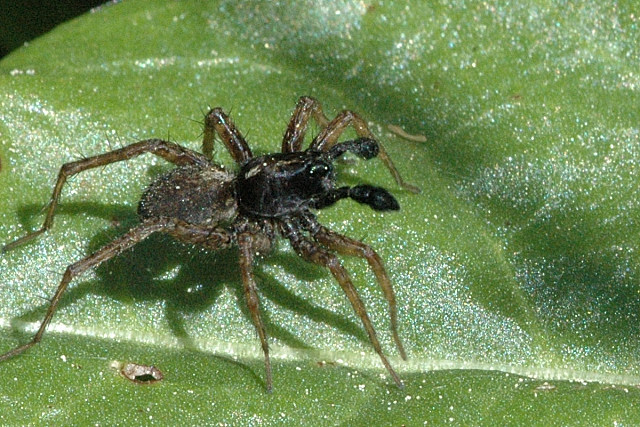
Pardosa amentata

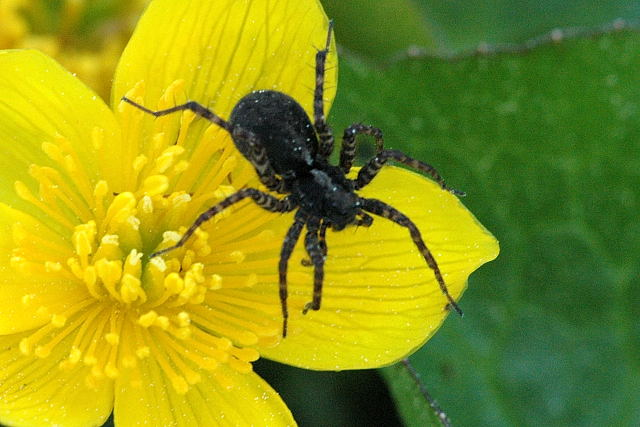
Pardosa hortensis

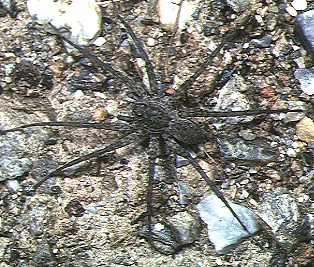
Pardosa jambaruensis

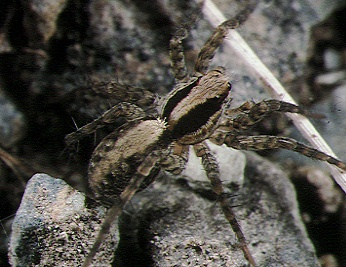
Pardosa laevitarsis

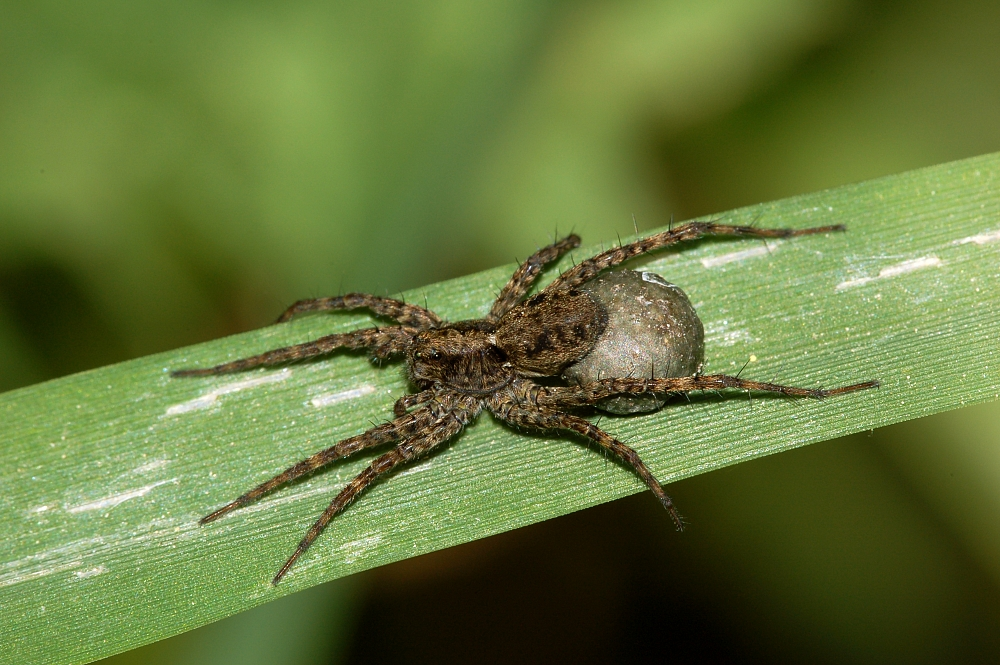
Pardosa lugubris

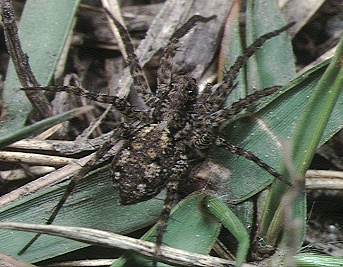
Pardosa oriens

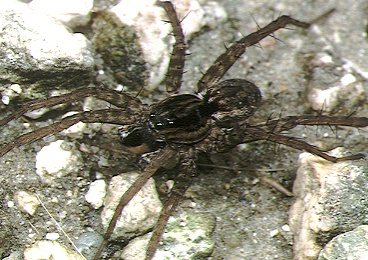
Pardosa pseudoannulata

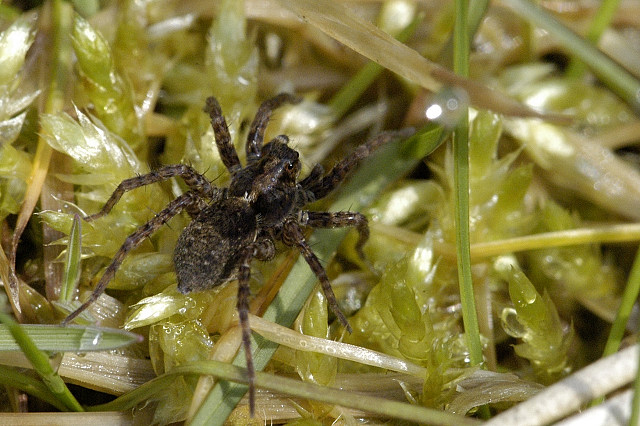
Pardosa sphagnicola

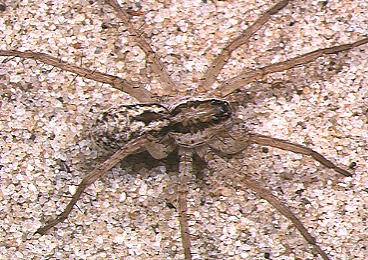
Pardosa takahashii

### Catalogue of Life
Speciile genului Pardosa, conform Catalogue of Life:
- Pardosa abagensis
- Pardosa aciculifera
- Pardosa acorensis
- Pardosa adustella
- Pardosa aenigmatica
- Pardosa afflicta
- Pardosa agrestis
- Pardosa agricola
- Pardosa alacris
- Pardosa alasaniensis
- Pardosa albatula
- Pardosa alboannulata
- Pardosa albomaculata
- Pardosa algens
- Pardosa algina
- Pardosa algoides
- Pardosa alii
- Pardosa altamontis
- Pardosa alticola
- Pardosa altitudis
- Pardosa amacuzacensis
- Pardosa amamiensis
- Pardosa amazonia
- Pardosa amentata
- Pardosa amkhasensis
- Pardosa anchoroides
- Pardosa ancorifera
- Pardosa anfibia
- Pardosa angolensis
- Pardosa angusta
- Pardosa angustifrons
- Pardosa anomala
- Pardosa apostoli
- Pardosa aquatilis
- Pardosa aquila
- Pardosa arctica
- Pardosa astrigera
- Pardosa atlantica
- Pardosa atomaria
- Pardosa atrata
- Pardosa atronigra
- Pardosa atropalpis
- Pardosa atropos
- Pardosa aurantipes
- Pardosa azerifalcata
- Pardosa baehrorum
- Pardosa balaghatensis
- Pardosa baoshanensis
- Pardosa baraan
- Pardosa bargaonensis
- Pardosa basiri
- Pardosa bastarensis
- Pardosa baxianensis
- Pardosa beijiangensis
- Pardosa bellona
- Pardosa benadira
- Pardosa bendamira
- Pardosa beringiana
- Pardosa bernensis
- Pardosa bidentata
- Pardosa bifasciata
- Pardosa birabeni
- Pardosa birmanica
- Pardosa blanda
- Pardosa bleyi
- Pardosa brevimetatarsis
- Pardosa brevivulva
- Pardosa brunellii
- Pardosa buchari
- Pardosa bucklei
- Pardosa bukukun
- Pardosa burasantiensis
- Pardosa buriatica
- Pardosa californica
- Pardosa caliraya
- Pardosa canalis
- Pardosa caucasica
- Pardosa cavannae
- Pardosa cayennensis
- Pardosa cervina
- Pardosa cervinopilosa
- Pardosa chahraka
- Pardosa chambaensis
- Pardosa chapini
- Pardosa chenbuensis
- Pardosa chiapasiana
- Pardosa chindanda
- Pardosa chionophila
- Pardosa cincta
- Pardosa cinerascens
- Pardosa clavipalpis
- Pardosa cluens
- Pardosa colchica
- Pardosa coloradensis
- Pardosa completa
- Pardosa concinna
- Pardosa concolorata
- Pardosa condolens
- Pardosa confalonierii
- Pardosa confusa
- Pardosa consimilis
- Pardosa costrica
- Pardosa crassipalpis
- Pardosa crassistyla
- Pardosa credula
- Pardosa cribrata
- Pardosa cubana
- Pardosa dabiensis
- Pardosa dagestana
- Pardosa dalkhaba
- Pardosa danica
- Pardosa daqingshanica
- Pardosa darolii
- Pardosa datongensis
- Pardosa debolinae
- Pardosa delicatula
- Pardosa dentitegulum
- Pardosa desolatula
- Pardosa diasetsuensis
- Pardosa dilecta
- Pardosa distincta
- Pardosa diuturna
- Pardosa donabila
- Pardosa dondalei
- Pardosa dorsalis
- Pardosa dorsuncata
- Pardosa dranensis
- Pardosa drenskii
- Pardosa dromaea
- Pardosa duplicata
- Pardosa dzheminey
- Pardosa ecatli
- Pardosa eiseni
- Pardosa ejusmodi
- Pardosa elegans
- Pardosa elegantula
- Pardosa enucleata
- Pardosa erupticia
- Pardosa evelinae
- Pardosa falcata
- Pardosa falcifera
- Pardosa falcula
- Pardosa fallax
- Pardosa fastosa
- Pardosa femoralis
- Pardosa ferruginea
- Pardosa flammula
- Pardosa flavida
- Pardosa flavipalpis
- Pardosa flavipes
- Pardosa flavisterna
- Pardosa fletcheri
- Pardosa floridana
- Pardosa fortunata
- Pardosa fulvipes
- Pardosa furcifera
- Pardosa fuscosoma
- Pardosa fuscula
- Pardosa gastropicta
- Pardosa gefsana
- Pardosa gerhardti
- Pardosa ghigii
- Pardosa ghourbanda
- Pardosa giebeli
- Pardosa glabra
- Pardosa glacialis
- Pardosa golbagha
- Pardosa gopalai
- Pardosa gothicana
- Pardosa gracilenta
- Pardosa graminea
- Pardosa groenlandica
- Pardosa guadalajarana
- Pardosa guerechka
- Pardosa gusarensis
- Pardosa haibeiensis
- Pardosa hamifera
- Pardosa hartmanni
- Pardosa hatanensis
- Pardosa haupti
- Pardosa hedini
- Pardosa herbosa
- Pardosa hetchi
- Pardosa heterophthalma
- Pardosa hohxilensis
- Pardosa hokkaido
- Pardosa hortensis
- Pardosa hydaspis
- Pardosa hyperborea
- Pardosa hypocrita
- Pardosa ibex
- Pardosa ilgunensis
- Pardosa incerta
- Pardosa indecora
- Pardosa iniqua
- Pardosa injucunda
- Pardosa inopina
- Pardosa inquieta
- Pardosa intermedia
- Pardosa invenusta
- Pardosa irretita
- Pardosa irriensis
- Pardosa isago
- Pardosa italica
- Pardosa izabella
- Pardosa jabalpurensis
- Pardosa jambaruensis
- Pardosa jartica
- Pardosa jeniseica
- Pardosa jergeniensis
- Pardosa jinpingensis
- Pardosa josemitensis
- Pardosa kalpiensis
- Pardosa karagonis
- Pardosa katangana
- Pardosa kavango
- Pardosa knappi
- Pardosa kondeana
- Pardosa kratochvili
- Pardosa krausi
- Pardosa kronestedti
- Pardosa kupupa
- Pardosa labradorensis
- Pardosa laciniata
- Pardosa laetabunda
- Pardosa laevitarsis
- Pardosa lahorensis
- Pardosa laidlawi
- Pardosa lapidicina
- Pardosa lapponica
- Pardosa lasciva
- Pardosa laura
- Pardosa lawrencei
- Pardosa leipoldti
- Pardosa leprevosti
- Pardosa leucopalpis
- Pardosa limata
- Pardosa lineata
- Pardosa linguata
- Pardosa littoralis
- Pardosa lombokibia
- Pardosa longionycha
- Pardosa longisepta
- Pardosa longivulva
- Pardosa lowriei
- Pardosa luctinosa
- Pardosa ludia
- Pardosa lugubris
- Pardosa lurida
- Pardosa lusingana
- Pardosa lycosina
- Pardosa lycosinella
- Pardosa lyrata
- Pardosa lyrifera
- Pardosa lyrivulva
- Pardosa mabinii
- Pardosa mabweana
- Pardosa mackenziana
- Pardosa maculata
- Pardosa maculatipes
- Pardosa maimaneha
- Pardosa maisa
- Pardosa manicata
- Pardosa manubriata
- Pardosa marchei
- Pardosa marialuisae
- Pardosa martensi
- Pardosa martinii
- Pardosa masareyi
- Pardosa masurae
- Pardosa mayana
- Pardosa medialis
- Pardosa mendicans
- Pardosa mercurialis
- Pardosa messingerae
- Pardosa metlakatla
- Pardosa milvina
- Pardosa minuta
- Pardosa mionebulosa
- Pardosa miquanensis
- Pardosa mira
- Pardosa mixta
- Pardosa modica
- Pardosa moesta
- Pardosa mongolica
- Pardosa montgomeryi
- Pardosa monticola
- Pardosa mordagica
- Pardosa morosa
- Pardosa mtugensis
- Pardosa mubalea
- Pardosa mukundi
- Pardosa mulaiki
- Pardosa multivaga
- Pardosa muzkolica
- Pardosa mysorensis
- Pardosa naevia
- Pardosa naevioides
- Pardosa nanica
- Pardosa nanyuensis
- Pardosa narymica
- Pardosa nebulosa
- Pardosa nenilini
- Pardosa nesiotis
- Pardosa nicobarica
- Pardosa nigra
- Pardosa nigriceps
- Pardosa ninigoriensis
- Pardosa nojimai
- Pardosa nordicolens
- Pardosa nostrorum
- Pardosa novitatis
- Pardosa oakleyi
- Pardosa obscuripes
- Pardosa observans
- Pardosa occidentalis
- Pardosa odenwalli
- Pardosa oksalai
- Pardosa oljunae
- Pardosa olympica
- Pardosa oncka
- Pardosa ontariensis
- Pardosa orcchaensis
- Pardosa orealis
- Pardosa oreophila
- Pardosa oriens
- Pardosa orophila
- Pardosa orthodox
- Pardosa ourayensis
- Pardosa ovambica
- Pardosa pacata
- Pardosa pahalanga
- Pardosa paleata
- Pardosa palliclava
- Pardosa paludicola
- Pardosa palustris
- Pardosa papilionaca
- Pardosa paracolchica
- Pardosa paralapponica
- Pardosa paramushirensis
- Pardosa paratesquorum
- Pardosa partita
- Pardosa parvula
- Pardosa passibilis
- Pardosa patapatensis
- Pardosa pauxilla
- Pardosa pedia
- Pardosa pertinax
- Pardosa petrunkevitchi
- Pardosa pexa
- Pardosa pinangensis
- Pardosa pirkuliensis
- Pardosa plagula
- Pardosa plumipedata
- Pardosa plumipes
- Pardosa podhorskii
- Pardosa poecila
- Pardosa pontica
- Pardosa porpaensis
- Pardosa portoricensis
- Pardosa potamophila
- Pardosa praepes
- Pardosa prativaga
- Pardosa procurva
- Pardosa profuga
- Pardosa prolifica
- Pardosa prosaica
- Pardosa proxima
- Pardosa psammodes
- Pardosa pseudoannulata
- Pardosa pseudokaragonis
- Pardosa pseudolapponica
- Pardosa pseudostrigillata
- Pardosa pseudotorrentum
- Pardosa pullata
- Pardosa pumilio
- Pardosa pusiola
- Pardosa pyrenaica
- Pardosa qingzangensis
- Pardosa qinhaiensis
- Pardosa qionghuai
- Pardosa rabulana
- Pardosa rainieriana
- Pardosa ramulosa
- Pardosa ranjani
- Pardosa rara
- Pardosa rascheri
- Pardosa rhenockensis
- Pardosa rhombisepta
- Pardosa riparia
- Pardosa riveti
- Pardosa roeweri
- Pardosa royi
- Pardosa ruanda
- Pardosa rudis
- Pardosa rugegensis
- Pardosa sagei
- Pardosa saltans
- Pardosa saltonia
- Pardosa saltuaria
- Pardosa saltuarides
- Pardosa sangzhiensis
- Pardosa sanmenensis
- Pardosa santamaria
- Pardosa saturatior
- Pardosa saxatilis
- Pardosa schenkeli
- Pardosa schreineri
- Pardosa schubotzi
- Pardosa selengensis
- Pardosa semicana
- Pardosa septentrionalis
- Pardosa serena
- Pardosa shuangjiangensis
- Pardosa shugangensis
- Pardosa shyamae
- Pardosa sibiniformis
- Pardosa sichuanensis
- Pardosa sierra
- Pardosa silvarum
- Pardosa sinensis
- Pardosa sinistra
- Pardosa soccata
- Pardosa socorroensis
- Pardosa sodalis
- Pardosa songosa
- Pardosa sordidata
- Pardosa sordidecolorata
- Pardosa sowerbyi
- Pardosa sphagnicola
- Pardosa stellata
- Pardosa sternalis
- Pardosa steva
- Pardosa straeleni
- Pardosa strandembriki
- Pardosa strena
- Pardosa strigata
- Pardosa strix
- Pardosa subalpina
- Pardosa subanchoroides
- Pardosa subhadrae
- Pardosa subproximella
- Pardosa subsordidatula
- Pardosa suchismitae
- Pardosa sumatrana
- Pardosa sutherlandi
- Pardosa suwai
- Pardosa taczanowskii
- Pardosa takahashii
- Pardosa tangana
- Pardosa tappaensis
- Pardosa tasevi
- Pardosa tatarica
- Pardosa tenasserimensis
- Pardosa tenera
- Pardosa tenuipes
- Pardosa tesquorum
- Pardosa tesquorumoides
- Pardosa tetonensis
- Pardosa thalassia
- Pardosa thompsoni
- Pardosa thorelli
- Pardosa tikaderi
- Pardosa timidula
- Pardosa torrentum
- Pardosa trailli
- Pardosa tricuspidata
- Pardosa tridentis
- Pardosa trifoveata
- Pardosa tristicella
- Pardosa tristiculella
- Pardosa tristis
- Pardosa troitskensis
- Pardosa tschekiangiensis
- Pardosa tumida
- Pardosa tuoba
- Pardosa turkestanica
- Pardosa tyshchenkoi
- Pardosa uiensis
- Pardosa uintana
- Pardosa umtalica
- Pardosa uncata
- Pardosa uncifera
- Pardosa unguifera
- Pardosa upembensis
- Pardosa utahensis
- Pardosa vadosa
- Pardosa wagleri
- Pardosa vagula
- Pardosa valens
- Pardosa valida
- Pardosa vancouveri
- Pardosa warayensis
- Pardosa wasatchensis
- Pardosa vatovae
- Pardosa verticillifer
- Pardosa vindex
- Pardosa vindicata
- Pardosa vinsoni
- Pardosa virgata
- Pardosa vittata
- Pardosa vlijmi
- Pardosa vogelae
- Pardosa v-signata
- Pardosa vulvitecta
- Pardosa wuyiensis
- Pardosa wyuta
- Pardosa xerampelina
- Pardosa xerophila
- Pardosa xinjiangensis
- Pardosa yadongensis
- Pardosa yaginumai
- Pardosa yamanoi
- Pardosa yavapa
- Pardosa zhangi
- Pardosa zhanjiangensis
- Pardosa zhui
- Pardosa zionis
- Pardosa zorimorpha
- Pardosa zuojiani

### World Spider Catalog
Speciile genului Pardosa conform The World Spider Catalog 13.5:
- Pardosa abagensis Ovtsharenko, 1979
- Pardosa aciculifera Chen, Song & Li, 2001
- Pardosa acorensis Simon, 1883
- Pardosa adustella (Roewer, 1951)
- Pardosa aenigmatica Tongiorgi, 1966
- Pardosa afflicta (Holmberg, 1876)
- Pardosa agrestis (Westring, 1861)
- Pardosa agricola (Thorell, 1856)
- Pardosa alacris (C. L. Koch, 1833)
- Pardosa alasaniensis Mcheidze, 1997
- Pardosa albatula (Roewer, 1951)
- Pardosa alboannulata Yin, Peng, Xie, Bao & Wang, 1997
- Pardosa albomaculata Emerton, 1885
- Pardosa algens (Kulczynski, 1908)
- Pardosa algina (Chamberlin, 1916)
- Pardosa algoides Schenkel, 1963
- Pardosa alii Tikader, 1977
- Pardosa altamontis Chamberlin & Ivie, 1946
- Pardosa alticola Alderweireldt & Jocqué, 1992
- Pardosa altitudis Tikader & Malhotra, 1980
- Pardosa amacuzacensis Jiménez, 1983
- Pardosa amamiensis (Nakatsudi, 1943)
- Pardosa amazonia (Thorell, 1895)
- Pardosa amentata (Clerck, 1757)
- Pardosa amkhasensis Tikader & Malhotra, 1976
- Pardosa anchoroides Yu & Song, 1988
- Pardosa ancorifera Schenkel, 1936
- Pardosa anfibia Zapfe-Mann, 1979
- Pardosa angolensis (Roewer, 1959)
- Pardosa angusta Denis, 1956
- Pardosa angustifrons Caporiacco, 1941
- Pardosa anomala Gertsch, 1933
- Pardosa apostoli Barrion & Litsinger, 1995
- Pardosa aquatilis Schmidt & Krause, 1995
- Pardosa aquila Buchar & Thaler, 1998
- Pardosa arctica (Kulczynski, 1916)
- Pardosa astrigera L. Koch, 1878
- Pardosa atlantica Emerton, 1913
- Pardosa atomaria (C. L. Koch, 1847)
- Pardosa atrata (Thorell, 1873)
- Pardosa atromedia Banks, 1904
- Pardosa atronigra Song, 1995
- Pardosa atropos (L. Koch, 1878)
- Pardosa aurantipes (Strand, 1906)
- Pardosa azerifalcata Marusik, Guseinov & Koponen, 2003
- Pardosa baehrorum Kronestedt, 1999
- Pardosa balaghatensis Gajbe, 2004
- Pardosa baoshanensis Wang & Qiu, 1991
- Pardosa baraan Logunov & Marusik, 1995
- Pardosa bargaonensis Gajbe, 2004
- Pardosa basiri (Dyal, 1935)
- Pardosa bastarensis Gajbe, 2004
- Pardosa baxianensis Wang & Song, 1993
- Pardosa beijiangensis Hu & Wu, 1989
- Pardosa bellona Banks, 1898
- Pardosa benadira Caporiacco, 1940
- Pardosa bendamira Roewer, 1960
- Pardosa beringiana Dondale & Redner, 1987
- Pardosa bernensis (Lebert, 1877)
- Pardosa bidentata Franganillo, 1936
- Pardosa bifasciata (C. L. Koch, 1834)
- Pardosa birabeni Mello-Leitão, 1938
- Pardosa birmanica Simon, 1884
- Pardosa blanda (C. L. Koch, 1833)
- Pardosa bleyi (Dahl, 1908)
- Pardosa brevimetatarsis (Strand, 1907)
- Pardosa brevivulva Tanaka, 1975
- Pardosa brunellii Caporiacco, 1940
- Pardosa buchari Ovtsharenko, 1979
- Pardosa bucklei Kronestedt, 1975
- Pardosa bukukun Logunov & Marusik, 1995
- Pardosa burasantiensis Tikader & Malhotra, 1976
- Pardosa buriatica Sternbergs, 1979
- Pardosa californica Keyserling, 1887
- Pardosa caliraya Barrion & Litsinger, 1995
- Pardosa canalis F. O. Pickard-Cambridge, 1902
- Pardosa caucasica Ovtsharenko, 1979
- Pardosa cavannae Simon, 1881
- Pardosa cayennensis (Taczanowski, 1874)
- Pardosa cervina Schenkel, 1936
- Pardosa cervinopilosa Schenkel, 1936
- Pardosa chahraka Roewer, 1960
- Pardosa chambaensis Tikader & Malhotra, 1976
- Pardosa chapini (Fox, 1935)
- Pardosa chenbuensis Yin, Peng, Gong, Chen & Kim, 1997
- Pardosa chiapasiana Gertsch & Wallace, 1937
- Pardosa chindanda Roewer, 1960
- Pardosa chionophila L. Koch, 1879
- Pardosa cincta (Kulczynski, 1887)
- Pardosa cinerascens (Roewer, 1951)
- Pardosa clavipalpis Purcell, 1903
- Pardosa cluens Roewer, 1959
- Pardosa colchica Mcheidze, 1946
- Pardosa coloradensis Banks, 1894
- Pardosa completa (Roewer, 1959)
- Pardosa concinna (Thorell, 1877)
- Pardosa concolorata (Roewer, 1951)
- Pardosa condolens (O. Pickard-Cambridge, 1885)
- Pardosa confalonierii Caporiacco, 1928
- Pardosa confusa Kronestedt, 1988
- Pardosa consimilis Nosek, 1905
- Pardosa costrica Chamberlin & Ivie, 1942
- Pardosa crassipalpis Purcell, 1903
- Pardosa crassistyla Kronestedt, 1988
- Pardosa credula (O. Pickard-Cambridge, 1885)
- Pardosa cribrata Simon, 1876
- Pardosa cubana Bryant, 1940
- Pardosa dabiensis Chai & Yang, 1998
- Pardosa dagestana Buchar & Thaler, 1998
- Pardosa daisetsuensis Tanaka, 2005
- Pardosa dalkhaba Roewer, 1960
- Pardosa danica (Sørensen, 1904)
- Pardosa darolii (Strand, 1906)
- Pardosa datongensis Yin, Peng & Kim, 1997
- Pardosa debolinae Majumder, 2004
- Pardosa delicatula Gertsch & Wallace, 1935
- Pardosa dentitegulum Yin, Peng, Gong, Chen & Kim, 1997
- Pardosa desolatula Gertsch & Davis, 1940
- Pardosa dilecta Banks, 1898
- Pardosa distincta (Blackwall, 1846)
- Pardosa diuturna Fox, 1937
- Pardosa donabila Roewer, 1955
- Pardosa dondalei Jiménez, 1986
- Pardosa dorsalis Banks, 1894
- Pardosa dorsuncata Lowrie & Dondale, 1981
- Pardosa dranensis Hogg, 1922
- Pardosa drenskii Buchar, 1968
- Pardosa dromaea (Thorell, 1878)
- Pardosa duplicata Saha, Biswas & Raychaudhuri, 1994
- Pardosa dzheminey Marusik, 1995
- Pardosa ecatli Jiménez, 1985
- Pardosa eiseni (Thorell, 1875)
- Pardosa ejusmodi (O. Pickard-Cambridge, 1872)
- Pardosa elegans (Thorell, 1875)
- Pardosa elegantula (Roewer, 1959)
- Pardosa enucleata Roewer, 1959
- Pardosa erupticia (Strand, 1913)
- Pardosa eskovi Kronestedt & Marusik, 2011
- Pardosa evanescens Alderweireldt & Jocqué, 2008
- Pardosa evelinae Wunderlich, 1984
- Pardosa falcata Schenkel, 1963
- Pardosa falcifera F. O. Pickard-Cambridge, 1902
- Pardosa falcula F. O. Pickard-Cambridge, 1902
- Pardosa fallax Barnes, 1959
- Pardosa fastosa (Keyserling, 1877)
- Pardosa femoralis Simon, 1876
- Pardosa ferruginea (L. Koch, 1870)
- Pardosa flammula Mello-Leitão, 1945
- Pardosa flata Qu, Peng & Yin, 2010
- Pardosa flavida (O. Pickard-Cambridge, 1885)
- Pardosa flavipalpis F. O. Pickard-Cambridge, 1902
- Pardosa flavipes Hu, 2001
- Pardosa flavisterna Caporiacco, 1935
- Pardosa fletcheri (Gravely, 1924)
- Pardosa floridana (Banks, 1896)
- Pardosa fortunata (O. Pickard-Cambridge, 1885)
- Pardosa fritzeni Ballarin, Marusik, Omelko & Koponen, 2012
- Pardosa fulvipes (Collett, 1876)
- Pardosa furcifera (Thorell, 1875)
- Pardosa fuscosoma Wunderlich, 1992
- Pardosa fuscula (Thorell, 1875)
- Pardosa gastropicta Roewer, 1959
- Pardosa gefsana Roewer, 1959
- Pardosa gerhardti (Strand, 1922)
- Pardosa ghigii Caporiacco, 1932
- Pardosa ghourbanda Roewer, 1960
- Pardosa giebeli (Pavesi, 1873)
- Pardosa glabra Mello-Leitão, 1938
- Pardosa glacialis (Thorell, 1872)
- Pardosa golbagha Roewer, 1960
- Pardosa gopalai Patel & Reddy, 1993
- Pardosa gothicana Lowrie & Dondale, 1981
- Pardosa gracilenta (Lucas, 1846)
- Pardosa graminea Tanaka, 1985
- Pardosa groenlandica (Thorell, 1872)
- Pardosa gromovi Ballarin, Marusik, Omelko & Koponen, 2012
- Pardosa guadalajarana Dondale & Redner, 1984
- Pardosa guerechka Roewer, 1960
- Pardosa gusarensis Marusik, Guseinov & Koponen, 2003
- Pardosa haibeiensisYin, Wang, Peng & Xie, 1995
- Pardosa hamifera F. O. Pickard-Cambridge, 1902
- Pardosa hartmanni (Roewer, 1959)
- Pardosa hatanensis Urita, Tang & Song, 1993
- Pardosa haupti Song, 1995
- Pardosa hedini Schenkel, 1936
- Pardosa herbosa Jo & Paik, 1984
- Pardosa hetchi Chamberlin & Ivie, 1942
- Pardosa heterophthalma (Simon, 1898)
- Pardosa hohxilensis Song, 1995
- Pardosa hokkaido Tanaka & Suwa, 1986
- Pardosa hortensis (Thorell, 1872)
- Pardosa hydaspis Caporiacco, 1935
- Pardosa hyperborea (Thorell, 1872)
- Pardosa hypocrita (Simon, 1882)
- Pardosa ibex Buchar & Thaler, 1998
- Pardosa ilgunensis Nosek, 1905
- Pardosa incerta Nosek, 1905
- Pardosa indecora L. Koch, 1879
- Pardosa iniqua (O. Pickard-Cambridge, 1876)
- Pardosa injucunda (O. Pickard-Cambridge, 1876)
- Pardosa inopina (O. Pickard-Cambridge, 1876)
- Pardosa inquieta (O. Pickard-Cambridge, 1876)
- Pardosa intermedia (Bösenberg, 1903)
- Pardosa invenusta (C. L. Koch, 1837)
- Pardosa irretita Simon, 1886
- Pardosa irriensis Barrion & Litsinger, 1995
- Pardosa isago Tanaka, 1977
- Pardosa italica Tongiorgi, 1966
- Pardosa izabella Chamberlin & Ivie, 1942
- Pardosa jabalpurensis Gajbe & Gajbe, 1999
- Pardosa jaikensis Ponomarev, 2007
- Pardosa jambaruensis Tanaka, 1990
- Pardosa jartica Urita, Tang & Song, 1993
- Pardosa jaundea (Roewer, 1960)
- Pardosa jeniseica Eskov & Marusik, 1995
- Pardosa jergeniensis Ponomarev, 1979
- Pardosa jinpingensis Yin, Peng, Gong, Chen & Kim, 1997
- Pardosa josemitensis (Strand, 1908)
- Pardosa kalpiensis Gajbe, 2004
- Pardosa karagonis (Strand, 1913)
- Pardosa katangana Roewer, 1959
- Pardosa kavango Alderweireldt & Jocqué, 1992
- Pardosa knappi Dondale, 2007
- Pardosa kondeana Roewer, 1959
- Pardosa kratochvili (Kolosváry, 1934)
- Pardosa krausi (Roewer, 1959)
- Pardosa kronestedti Song, Zhang & Zhu, 2002
- Pardosa kupupa (Tikader, 1970)
- Pardosa labradorensis (Thorell, 1875)
- Pardosa laciniata Song & Haupt, 1995
- Pardosa laevitarsis Tanaka & Suwa, 1986
- Pardosa lagenaria Qu, Peng & Yin, 2010
- Pardosa laidlawi Simon, 1901
- Pardosa lapidicina Emerton, 1885
- Pardosa lapponica (Thorell, 1872)
- Pardosa lasciva L. Koch, 1879
- Pardosa latibasa Qu, Peng & Yin, 2010
- Pardosa laura Karsch, 1879
- Pardosa lawrencei Roewer, 1959
- Pardosa leipoldti Purcell, 1903
- Pardosa leprevosti Mello-Leitão, 1947
- Pardosa lignosus Ghafoor & Alvi, 2007
- Pardosa limata Roewer, 1959
- Pardosa lineata F. O. Pickard-Cambridge, 1902
- Pardosa linguata F. O. Pickard-Cambridge, 1902
- Pardosa litangensis Xu, Zhu & Kim, 2010
- Pardosa littoralis Banks, 1896
- Pardosa logunovi Kronestedt & Marusik, 2011
- Pardosa lombokibia (Strand, 1915)
- Pardosa longionycha Yin, Peng, Kim & Wang, 1995
- Pardosa longisepta Chen & Song, 2002
- Pardosa longivulva F. O. Pickard-Cambridge, 1902
- Pardosa lowriei Kronestedt, 1975
- Pardosa luctinosa Simon, 1876
- Pardosa ludia (Thorell, 1895)
- Pardosa lugubris (Walckenaer, 1802)
- Pardosa lurida Roewer, 1959
- Pardosa lusingana Roewer, 1959
- Pardosa lycosina Purcell, 1903
- Pardosa lycosinella Lawrence, 1927
- Pardosa lyrata (Odenwall, 1901)
- Pardosa lyrifera Schenkel, 1936
- Pardosa mabinii Barrion & Litsinger, 1995
- Pardosa mabweana Roewer, 1959
- Pardosa mackenziana (Keyserling, 1877)
- Pardosa maculata Franganillo, 1931
- Pardosa maculatipes (Keyserling, 1887)
- Pardosa maimaneha Roewer, 1960
- Pardosa maisa Hippa & Mannila, 1982
- Pardosa manicata Thorell, 1899
- Pardosa manubriata Simon, 1898
- Pardosa marchei Simon, 1890
- Pardosa marialuisae Dondale & Redner, 1984
- Pardosa martensi Buchar, 1978
- Pardosa martinii (Pavesi, 1883)
- Pardosa masareyi Mello-Leitão, 1939
- Pardosa masurae Esyunin & Efimik, 1998
- Pardosa mayana Dondale & Redner, 1984
- Pardosa medialis Banks, 1898
- Pardosa mendicans (Simon, 1882)
- Pardosa mercurialis Montgomery, 1904
- Pardosa messingerae (Strand, 1916)
- Pardosa metlakatla Emerton, 1917
- Pardosa mikhailovi Ballarin, Marusik, Omelko & Koponen, 2012
- Pardosa milvina (Hentz, 1844)
- Pardosa minuta Tikader & Malhotra, 1976
- Pardosa mionebulosa Yin, Peng, Gong, Chen & Kim, 1997
- Pardosa miquanensis Yin, Wang, Peng & Xie, 1995
- Pardosa mira Caporiacco, 1941
- Pardosa mixta (Kulczynski, 1887)
- Pardosa modica (Blackwall, 1846)
- Pardosa moesta Banks, 1892
- Pardosa mongolica Kulczynski, 1901
- Pardosa montgomeryi Gertsch, 1934
- Pardosa monticola (Clerck, 1757)
- Pardosa mordagica Tang, Urita & Song, 1995
- Pardosa morosa (L. Koch, 1870)
- Pardosa mtugensis (Strand, 1908)
- Pardosa mubalea Roewer, 1959
- Pardosa mukundi Tikader & Malhotra, 1980
- Pardosa mulaiki Gertsch, 1934
- Pardosa multidontata Qu, Peng & Yin, 2010
- Pardosa multivaga Simon, 1880
- Pardosa muzafari Ghafoor & Alvi, 2007
- Pardosa muzkolica Kononenko, 1978
- Pardosa mysorensis (Tikader & Mukerji, 1971)
- Pardosa naevia (L. Koch, 1875)
- Pardosa naevioides (Strand, 1916)
- Pardosa nanica Mello-Leitão, 1941
- Pardosa nanyuensis Yin, Peng, Kim & Wang, 1995
- Pardosa narymica Savelyeva, 1972
- Pardosa nebulosa (Thorell, 1872)
- Pardosa nenilini Marusik, 1995
- Pardosa nesiotis (Thorell, 1878)
- Pardosa nigra (C. L. Koch, 1834)
- Pardosa nigriceps (Thorell, 1856)
- Pardosa ninigoriensis Mcheidze, 1997
- Pardosa nojimai Tanaka, 1998
- Pardosa nordicolens Chamberlin & Ivie, 1947
- Pardosa nostrorum Alderweireldt & Jocqué, 1992
- Pardosa novitatis (Strand, 1906)
- Pardosa obscuripes Simon, 1909
- Pardosa observans (O. Pickard-Cambridge, 1876)
- Pardosa occidentalis Simon, 1881
- Pardosa odenwalli Sternbergs, 1979
- Pardosa oksalai Marusik, Hippa & Koponen, 1996
- Pardosa oljunae Lobanova, 1978
- Pardosa olympica Tongiorgi, 1966
- Pardosa oncka Lawrence, 1927
- Pardosa ontariensis Gertsch, 1933
- Pardosa orcchaensis Gajbe, 2004
- Pardosa orealis Buchar, 1984
- Pardosa oreophila Simon, 1937
- Pardosa oriens (Chamberlin, 1924)
- Pardosa orophila Gertsch, 1933
- Pardosa orthodox Chamberlin, 1924
- Pardosa ourayensis Gertsch, 1933
- Pardosa ovambica Roewer, 1959
- Pardosa ovtchinnikovi Ballarin, Marusik, Omelko & Koponen, 2012
- Pardosa pacata Fox, 1937
- Pardosa pahalanga Barrion & Litsinger, 1995
- Pardosa paleata Alderweireldt & Jocqué, 1992
- Pardosa palliclava (Strand, 1907)
- Pardosa paludicola (Clerck, 1757)
- Pardosa palustris (Linnaeus, 1758)
- Pardosa pantinii Ballarin, Marusik, Omelko & Koponen, 2012
- Pardosa papilionaca Chen & Song, 2003
- Pardosa paracolchica Zyuzin & Logunov, 2000
- Pardosa paralapponica Schenkel, 1963
- Pardosa paramushirensis (Nakatsudi, 1937)
- Pardosa paratesquorum Schenkel, 1963
- Pardosa partita Simon, 1885
- Pardosa parvula Banks, 1904
- Pardosa passibilis (O. Pickard-Cambridge, 1885)
- Pardosa patapatensis Barrion & Litsinger, 1995
- Pardosa pauxilla Montgomery, 1904
- Pardosa pedia Dondale, 2007
- Pardosa persica Marusik, Ballarin & Omelko, 2012
- Pardosa pertinax von Helversen, 2000
- Pardosa petrunkevitchi Gertsch, 1934
- Pardosa pexa Hickman, 1944
- Pardosa pinangensis (Thorell, 1890)
- Pardosa pirkuliensis Zyuzin & Logunov, 2000
- Pardosa plagula F. O. Pickard-Cambridge, 1902
- Pardosa plumipedata (Roewer, 1951)
- Pardosa plumipes (Thorell, 1875)
- Pardosa podhorskii (Kulczynski, 1907)
- Pardosa poecila (Herman, 1879)
- Pardosa pontica (Thorell, 1875)
- Pardosa portoricensis Banks, 1901
- Pardosa potamophila Lawrence, 1927
- Pardosa praepes Simon, 1886
- Pardosa prativaga (L. Koch, 1870)
- Pardosa procurva Yu & Song, 1988
- Pardosa profuga (Herman, 1879)
- Pardosa prolifica F. O. Pickard-Cambridge, 1902
- Pardosa prosaica Chamberlin & Ivie, 1947
- Pardosa proxima (C. L. Koch, 1847)
- Pardosa psammodes (Thorell, 1887)
- Pardosa pseudoannulata (Bösenberg & Strand, 1906)
- Pardosa pseudochapini Peng, 2011
- Pardosa pseudokaragonis (Strand, 1913)
- Pardosa pseudolapponica Marusik, 1995
- Pardosa pseudomixta Marusik & Fritzén, 2009
- Pardosa pseudostrigillata Tongiorgi, 1966
- Pardosa pseudotorrentum Miller & Buchar, 1972
- Pardosa pullata (Clerck, 1757)
- Pardosa pumilio Roewer, 1959
- Pardosa pusiola (Thorell, 1891)
- Pardosa pyrenaica Kronestedt, 2007
- Pardosa qingzangensis Hu, 2001
- Pardosa qinhaiensis Yin, Wang, Peng & Xie, 1995
- Pardosa qionghuai Yin, Peng, Kim & Wang, 1995
- Pardosa rabulana (Thorell, 1890)
- Pardosa rainieriana Lowrie & Dondale, 1981
- Pardosa ramulosa (McCook, 1894)
- Pardosa ranjani Gajbe, 2004
- Pardosa rara (Keyserling, 1891)
- Pardosa rascheri (Dahl, 1908)
- Pardosa rhenockensis (Tikader, 1970)
- Pardosa rhombisepta Roewer, 1960
- Pardosa riparia (C. L. Koch, 1833)
- Pardosa riveti Berland, 1913
- Pardosa roeweri Schenkel, 1963
- Pardosa roscai (Roewer, 1951)
- Pardosa royi Biswas & Raychaudhuri, 2003
- Pardosa ruanda (Strand, 1913)
- Pardosa rudis Yin, Peng, Kim & Wang, 1995
- Pardosa rugegensis (Strand, 1913)
- Pardosa sagei Gertsch & Wallace, 1937
- Pardosa saltans Töpfer-Hofmann, 2000
- Pardosa saltonia Dondale & Redner, 1984
- Pardosa saltuaria (L. Koch, 1870)
- Pardosa saltuarides (Strand, 1908)
- Pardosa sangzhiensis Yin, Peng, Kim & Wang, 1995
- Pardosa sanmenensis Yu & Song, 1988
- Pardosa santamaria Barrion & Litsinger, 1995
- Pardosa saturatior Simon, 1937
- Pardosa saxatilis (Hentz, 1844)
- Pardosa schenkeli Lessert, 1904
- Pardosa schreineri Purcell, 1903
- Pardosa schubotzi (Strand, 1913)
- Pardosa selengensis (Odenwall, 1901)
- Pardosa semicana Simon, 1885
- Pardosa septentrionalis (Westring, 1861)
- Pardosa serena (L. Koch, 1875)
- Pardosa shuangjiangensis Yin, Peng, Gong, Chen & Kim, 1997
- Pardosa shugangensis Yin, Bao & Peng, 1997
- Pardosa shyamae (Tikader, 1970)
- Pardosa sibiniformis Tang, Urita & Song, 1995
- Pardosa sichuanensis Yu & Song, 1991
- Pardosa sierra Banks, 1898
- Pardosa silvarum Hu, 2001
- Pardosa sinensis Yin, Peng, Kim & Wang, 1995
- Pardosa sinistra (Thorell, 1877)
- Pardosa soccata Yu & Song, 1988
- Pardosa socorroensis Jiménez, 1991
- Pardosa sodalis Holm, 1970
- Pardosa songosa Tikader & Malhotra, 1976
- Pardosa sordidata (Thorell, 1875)
- Pardosa sordidecolorata (Strand, 1906)
- Pardosa sowerbyi Hogg, 1912
- Pardosa sphagnicola (Dahl, 1908)
- Pardosa stellata (O. Pickard-Cambridge, 1885)
- Pardosa sternalis (Thorell, 1877)
- Pardosa steva Lowrie & Gertsch, 1955
- Pardosa straeleni Roewer, 1959
- Pardosa strandembriki Caporiacco, 1949
- Pardosa strena Yu & Song, 1988
- Pardosa strigata Yu & Song, 1988
- Pardosa strix (Holmberg, 1876)
- Pardosa subalpina Schenkel, 1918
- Pardosa subanchoroides Wang & Song, 1993
- Pardosa subproximella (Strand, 1906)
- Pardosa subsordidatula (Strand, 1915)
- Pardosa suchismitae Majumder, 2004
- Pardosa sumatrana (Thorell, 1890)
- Pardosa sura Chamberlin & Ivie, 1941
- Pardosa sutherlandi (Gravely, 1924)
- Pardosa suwai Tanaka, 1985
- Pardosa taczanowskii (Thorell, 1875)
- Pardosa takahashii (Saito, 1936)
- Pardosa tangana Roewer, 1959
- Pardosa tappaensis Gajbe, 2004
- Pardosa tasevi Buchar, 1968
- Pardosa tatarica (Thorell, 1875)
- Pardosa tenera Thorell, 1899
- Pardosa tenuipes L. Koch, 1882
- Pardosa tesquorum (Odenwall, 1901)
- Pardosa tesquorumoides Song & Yu, 1990
- Pardosa tetonensis Gertsch, 1933
- Pardosa thalassia (Thorell, 1891)
- Pardosa thompsoni Alderweireldt & Jocqué, 1992
- Pardosa thorelli (Collett, 1876)
- Pardosa tikaderi Arora & Monga, 1994
- Pardosa timidula (Roewer, 1951)
- Pardosa torrentum Simon, 1876
- Pardosa trailli (O. Pickard-Cambridge, 1873)
- Pardosa tricuspidata Tullgren, 1905
- Pardosa tridentis Caporiacco, 1935
- Pardosa trifoveata (Strand, 1907)
- Pardosa tristicella (Roewer, 1951)
- Pardosa tristiculella (Roewer, 1951)
- Pardosa tristis (Thorell, 1877)
- Pardosa trottai Ballarin, Marusik, Omelko & Koponen, 2012
- Pardosa tschekiangiensis Schenkel, 1963
- Pardosa tumida Barnes, 1959
- Pardosa tuoba Chamberlin, 1919
- Pardosa turkestanica (Roewer, 1951)
- Pardosa tyshchenkoi Zyuzin & Marusik, 1989
- Pardosa uiensis Esyunin, 1996
- Pardosa uintana Gertsch, 1933
- Pardosa umtalica Purcell, 1903
- Pardosa uncata (Thorell, 1877)
- Pardosa uncifera Schenkel, 1963
- Pardosa unciferodies Qu, Peng & Yin, 2010
- Pardosa unguifera F. O. Pickard-Cambridge, 1902
- Pardosa upembensis (Roewer, 1959)
- Pardosa utahensis Chamberlin, 1919
- Pardosa vadosa Barnes, 1959
- Pardosa vagula (Thorell, 1890)
- Pardosa valens Barnes, 1959
- Pardosa valida Banks, 1893
- Pardosa vancouveri Emerton, 1917
- Pardosa vatovae Caporiacco, 1940
- Pardosa verticillifer (Strand, 1906)
- Pardosa vindex (O. Pickard-Cambridge, 1885)
- Pardosa vindicata (O. Pickard-Cambridge, 1885)
- Pardosa vinsoni (Roewer, 1951)
- Pardosa virgata Kulczynski, 1901
- Pardosa vittata (Keyserling, 1863)
- Pardosa vlijmi den Hollander & Dijkstra, 1974
- Pardosa vogelae Kronestedt, 1993
- Pardosa v-signata Soares & Camargo, 1948
- Pardosa vulvitecta Schenkel, 1936
- Pardosa wagleri (Hahn, 1822)
- Pardosa warayensis Barrion & Litsinger, 1995
- Pardosa wasatchensis Gertsch, 1933
- Pardosa wuyiensis Yu & Song, 1988
- Pardosa wyuta Gertsch, 1934
- Pardosa xerampelina (Keyserling, 1877)
- Pardosa xerophila Vogel, 1964
- Pardosa xinjiangensis Hu & Wu, 1989
- Pardosa yadongensis Hu & Li, 1987
- Pardosa yaginumai Tanaka, 1977
- Pardosa yamanoi Tanaka & Suwa, 1986
- Pardosa yavapa Chamberlin, 1925
- Pardosa zhangi Song & Haupt, 1995
- Pardosa zhui Yu & Song, 1988
- Pardosa zionis Chamberlin & Ivie, 1942
- Pardosa zonsteini Ballarin, Marusik, Omelko & Koponen, 2012
- Pardosa zorimorpha (Strand, 1907)
- Pardosa zuojiani Song & Haupt, 1995
- Pardosa zyuzini Kronestedt & Marusik, 2011